# خانات خیوه

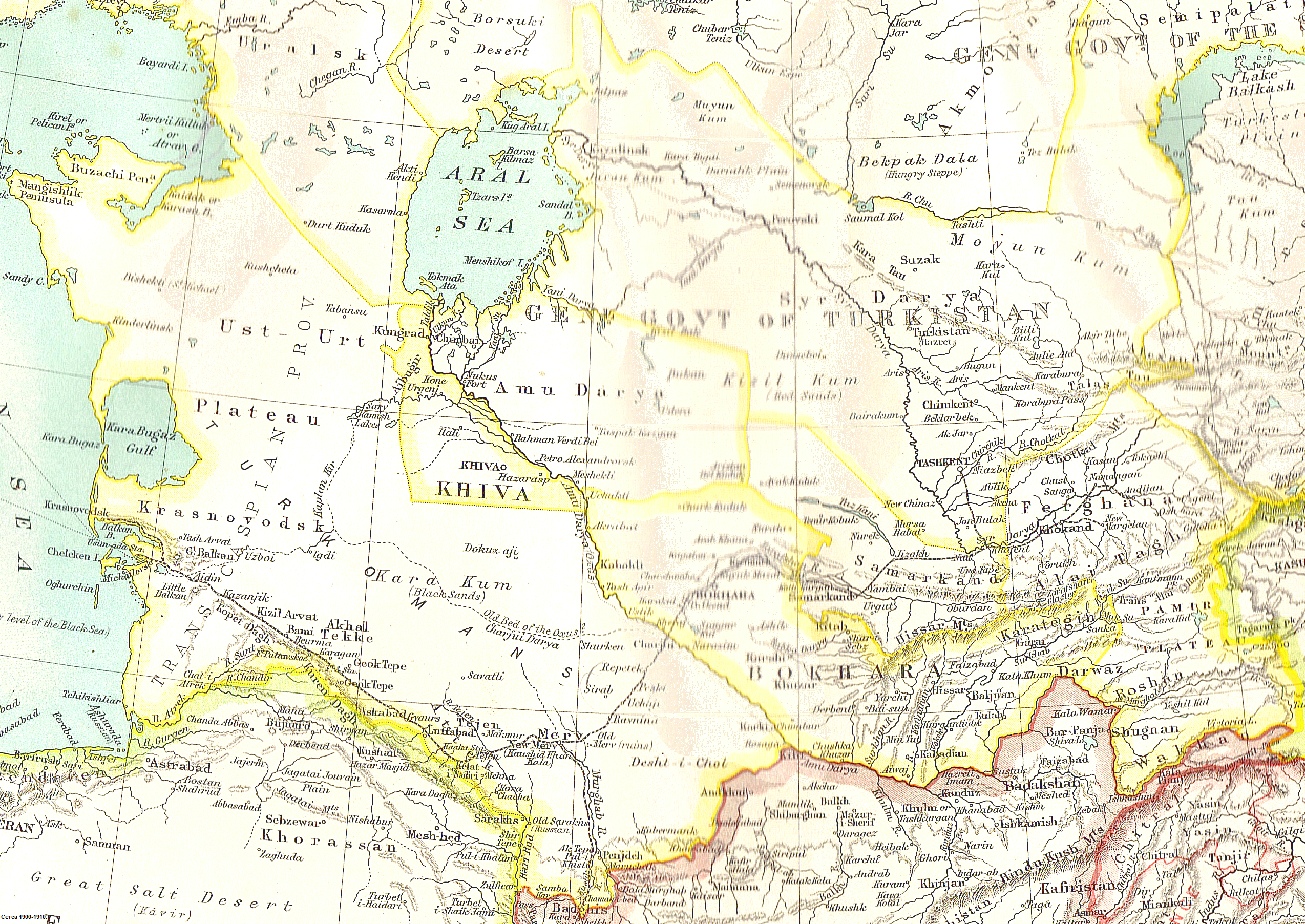
قلمرو خیوه، بخارا و خوقند تحت حاکمیت روسیه در سال‌های ۱۹۰۳–۱۹۰۲

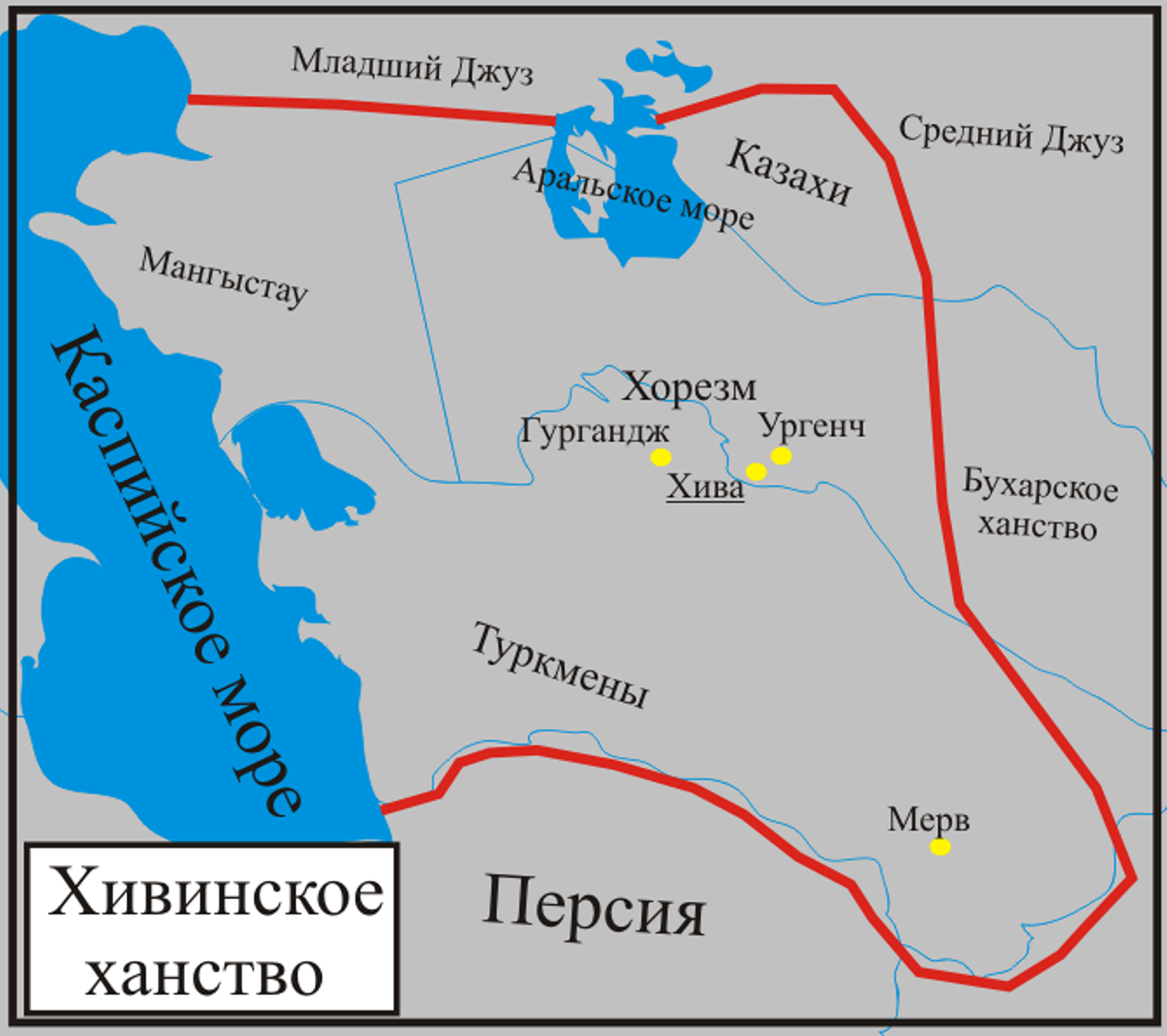
خانات خیوه در سال ۱۷۰۰ میلادی

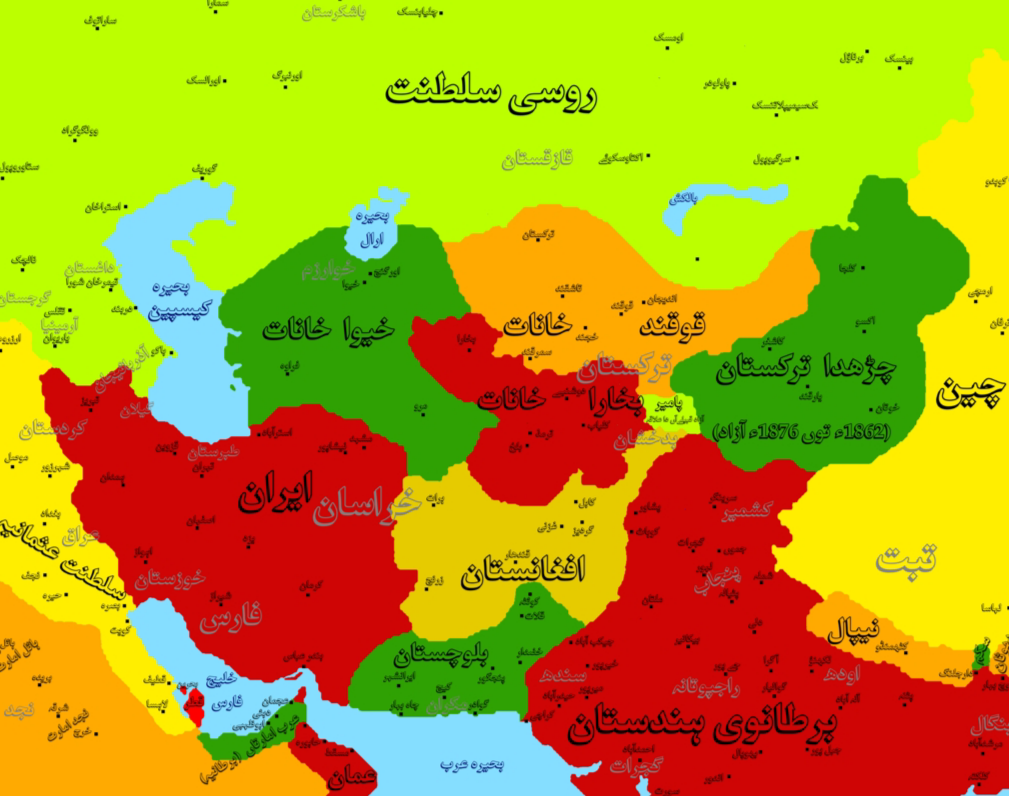
سال ۱۸۷۰ میلادی، قلمرو خانات خیوه

خانات خیوه (به ازبکی: Xiva Xonligi) حاکمیتی در آسیای میانه بود که در بین سال‌های ۱۵۱۵ تا ۱۹۲۰ میلادی در منطقهٔ خوارزم در جنوب دریاچه آرال برپا بود. پایتخت این خانات، شهر خیوه در ازبکستان کنونی بود. خانات خیوه به همراه خانات بخارا و خانات خوقند (خجند) یکی از سه خانات ازبک به‌شمار می‌رفت که در دورهٔ زمانی پس از امپراتوری تیموری تا پیش از تصرف آسیای میانه توسط امپراتوری روسیه در اواخر سدهٔ نوزدهم میلادی بر آسیای میانه حکومت می‌کردند.
فرمانروایان این خانات، از دودمان قاآن‌قیرات‌ها بودند که شاخه‌ای از فرمانروایان آستراخان و از تبار خاندان چنگیزخان به‌شمار می‌آمدند که نسب پدری آن‌ها به شیبان خان بنیان‌گذار دودمان شیبانیان در آسیای میانه و نسل پنجم جوچی پسر اول چنگیزخان می‌رسید.
با فتح این منطقه توسط ارتش روسیه در سال ۱۸۷۳م، خیوه تحت‌الحمایه روسیه شد و در سال ۱۹۲۰م این خانات ملغی شده و به‌جای آن جمهوری شوروی خلق خوارزم تأسیس شد.
این منطقه در سال ۱۹۲۴ میلادی به‌طور رسمی بخشی از شوروی شد و امروزه بخش عمدهٔ آن در جمهوری خودمختار قره‌قالپاقستان و استان خوارزم در ازبکستان کنونی و شمال ترکمنستان کنونی قرار دارد.
اهالی خیوه ترکیبی از ازبک‌ها، ترکمن‌ها، قره‌قالپاق‌ها، قزاق‌ها و تاجیک‌ها بودند. خانات خیوه در دوران اوج قدرت خود بر مناطق قزاق‌نشین در بخش‌های غربی قزاقستان کنونی و بخش‌های شرقی ترکمنستان کنونی در سواحل دریای خزر نیز حکومت می‌کردند. جمعیت خیوه در سال ۱۲۸۲ ه‍.ق حدود ۷۰۰ هزار نفر برآورد شده بود که ۴۰۰ هزار ازبک و ۳۰۰ هزار ترکمن بودند.

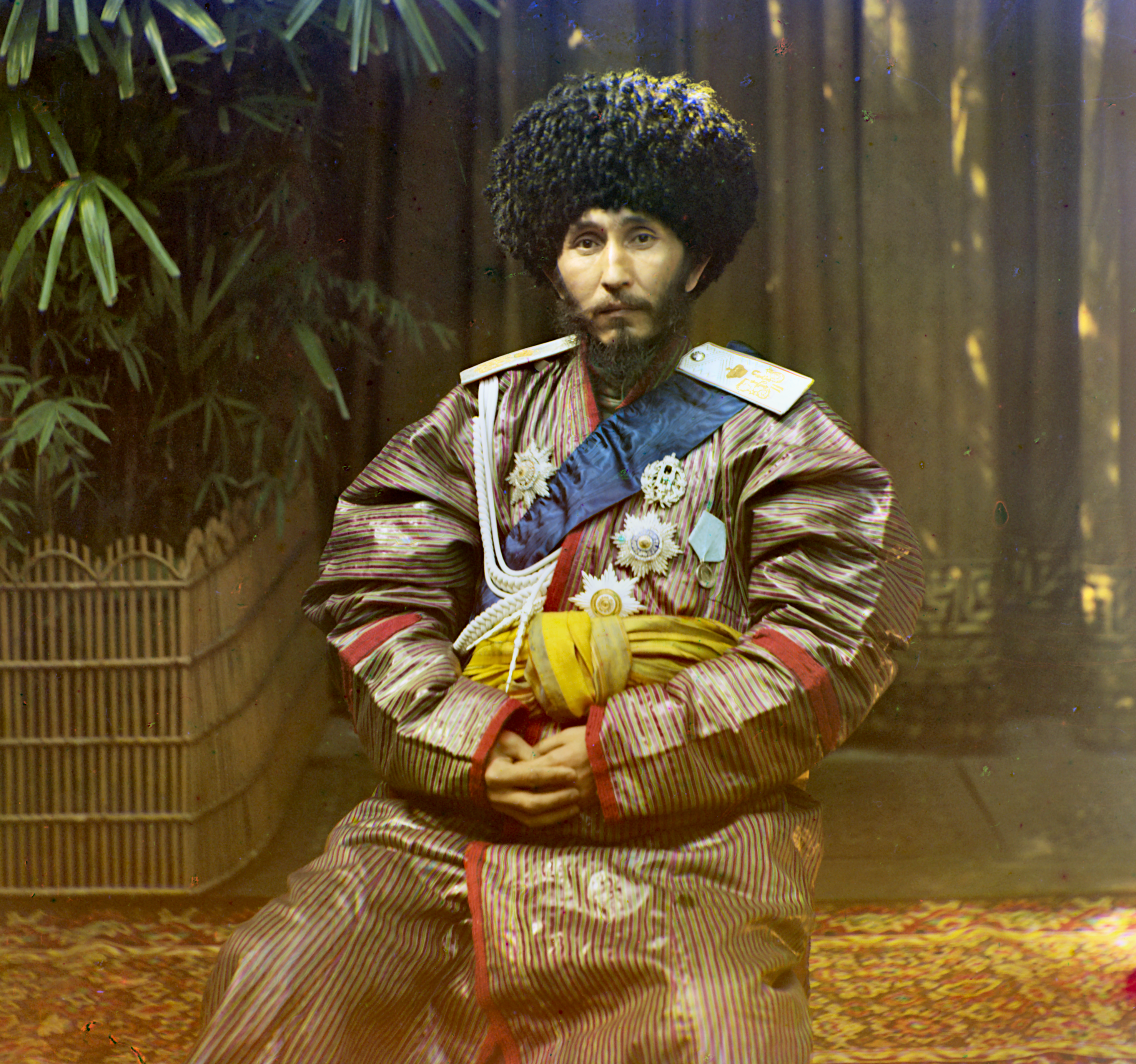
نگارۀ اسفندیار جورجی بهادر؛ فرمانروای خیوه در سال‌های ۱۹۱۸-۱۹۱۰